# 伊那八幡駅
伊那八幡駅（いなやわたえき）は、長野県飯田市八幡町にある、東海旅客鉄道（JR東海）飯田線の駅である。
かつて、急行列車が運行されていた時代は急行停車駅であった。

## 歴史
- 1926年（大正15年）12月17日：伊那電気鉄道が飯田駅から延伸した際の終着駅（一般駅）として開設[1][2][3]。
- 1927年（昭和2年）2月5日：伊那電気鉄道が毛賀終点仮停留場（毛賀駅の前身）まで延伸し、途中駅となる[4]。
- 1943年（昭和18年）8月1日：伊那電気鉄道線が飯田線の一部として国有化、鉄道省（後の日本国有鉄道）の駅となる[2][4]。
- 1975年（昭和50年）7月1日：車扱貨物取扱廃止（旅客駅化）[2]。
- 1984年（昭和59年）2月24日：業務委託駅化。
- 1985年（昭和60年）3月14日：荷物扱い廃止[2]。
- 1987年（昭和62年）4月1日：国鉄分割民営化に伴い、JR東海の駅となる[2][5]。
- 1992年（平成4年）2月1日：夜間無人化。
- 1994年（平成6年）3月：無人駅化。

## 駅構造
相対式ホーム2面2線を有する地上駅。飯田駅管理の無人駅。駅舎の北側に保線車両用留置線がある他、敷地内に変電所がある。

### のりば
| 番線 | 路線      | 方向 | 行先             |
| ---- | --------- | ---- | ---------------- |
| 1    | CD 飯田線 | 下り | 飯田・辰野方面   |
| 2    | CD 飯田線 | 上り | 天竜峡・豊橋方面 |

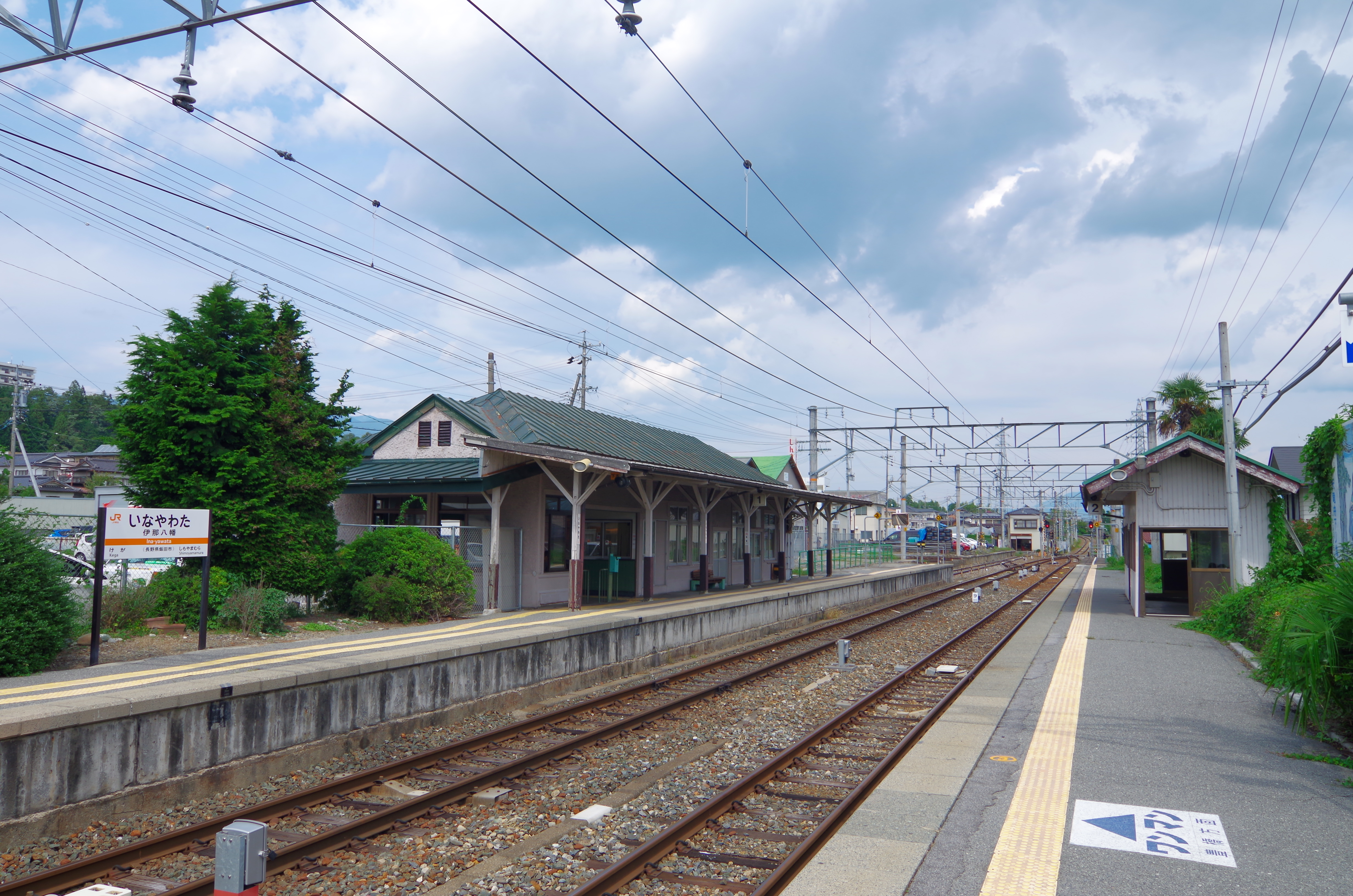
ホーム（2014年9月）
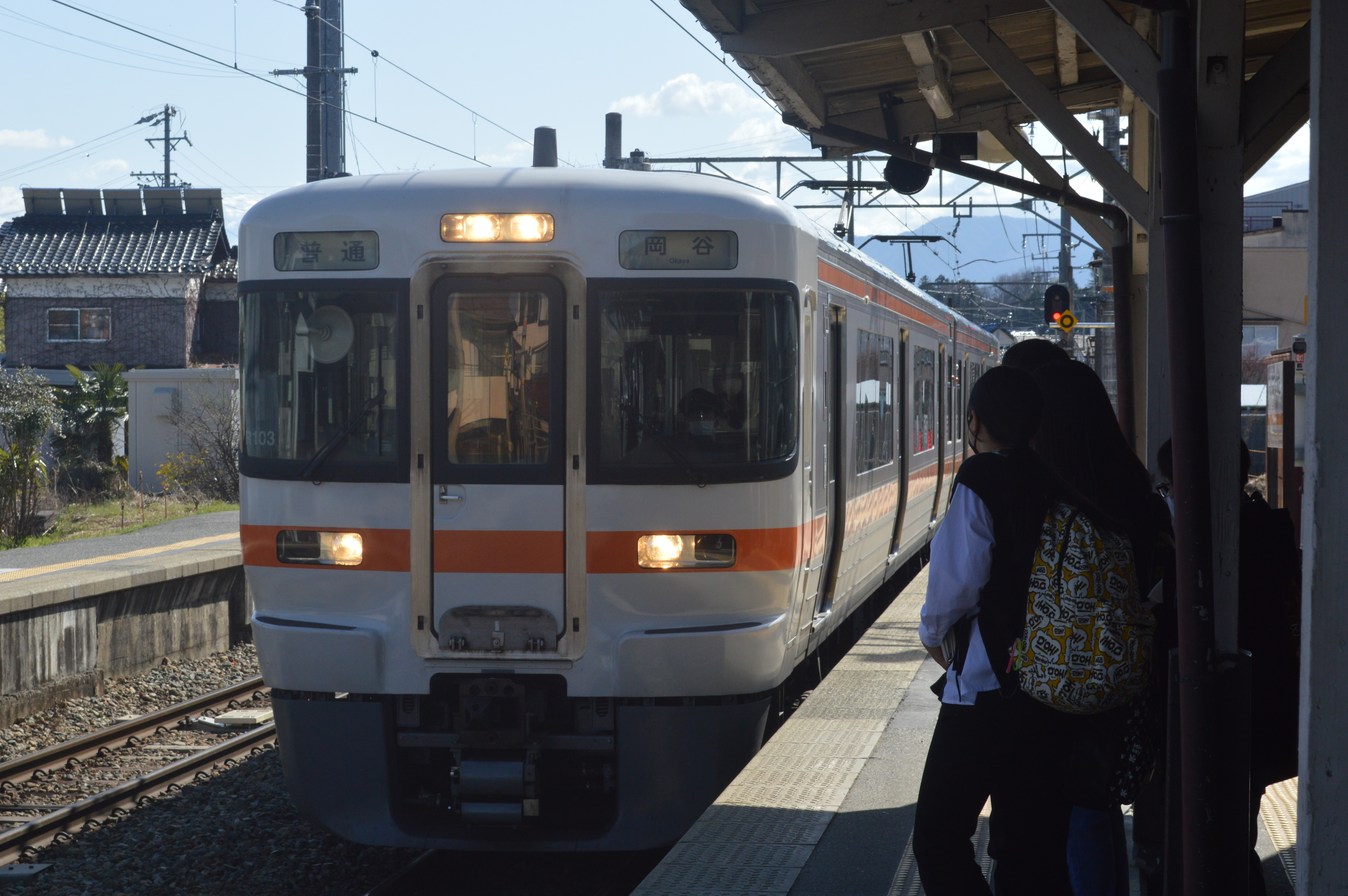
到着する列車

## 利用状況
1日平均乗車人員は以下の通り。
| 乗車人員推移 | 乗車人員推移 |
| 年度         | 1日平均人数  |
| ------------ | ------------ |
| 2003         | 274          |
| 2004         | 262          |
| 2005         | 247          |
| 2006         | 240          |
| 2007         | 229          |
| 2008         | 224          |
| 2009         | 208          |
| 2010         | 200          |
| 2011         | 201          |
| 2012         | 206          |
| 2013         | 230          |
| 2014         | 231          |
| 2015         | 223          |
| 2016         | 215          |
| 2017         | 208          |
| 2018         | 199          |

## 駅周辺
- 飯田市立病院[1]
- 飯田市立松尾小学校
- 飯田短期大学[1]
- 八幡商店街
- 鳩ヶ嶺八幡宮[1]
- JAみなみ信州松尾支所・じゅんじゅん松尾店
- 八十二銀行八幡支店
- 飯田信用金庫松尾支店
- 弁天港 - 当駅から2㎞の距離にある天竜船下りの乗船場[1]
- 国道151号
- 国道256号

## 隣の駅
東海旅客鉄道（JR東海）
CD 飯田線
毛賀駅 - 伊那八幡駅 - 下山村駅